# Taekwondo na Igrzyskach Panamerykańskich 2007
Taekwondo na Igrzyskach Panamerykańskich 2007, zostało rozegrane w dniach 14 - 17 lipca w Rio de Janeiro. Zawody odbywały się w 8 konkurencjach. W tabeli medalowej zwyciężyli zawodnicy z Meksyku.

## Medaliści

### Mężczyźni
| Konkurencja             | Złoto            | Srebro           | Brąz                             |
| Kategoria do 58 kg      | Gabriel Mercedes | Márcio Wenceslau | Frank Díaz José Rosal            |
| Kategoria do 68 kg      | Diogo Silva      | Peter López      | Danny Miranda Yacomo García      |
| Kategoria do 80 kg      | Ángel Matos      | James Moontasr   | Chinedum Osuji José Luis Ramírez |
| Kategoria powyżej 80 kg | Gerardo Ortiz    | Anthony Graf     | Martín Sío Leonardo Gomes        |

### Kobiety
| Konkurencja             | Złoto            | Srebro            | Brąz                         |
| Kategoria do 49 kg      | Alejandra Gaal   | Yajaira Peguero   | Ivett Gonda Zoraida Santiago |
| Kategoria do 57 kg      | Iridia Salazar   | Shannon Condie    | Yaimara Rosario Rocio Boudy  |
| Kategoria do 67 kg      | Karine Sergerie  | Heidy Juarez      | Asunción Ocasio Nohemar Lea  |
| Kategoria powyżej 67 kg | Rosário Espinoza | Natália Falavigna | Aura Paez Mirna Hechavarria  |

## Tabela medalowa
| Poz.    | Państwo           |   |   |    | Łącznie |
| ------- | ----------------- | - | - | -- | ------- |
| 1       | Meksyk            | 3 | 0 | 1  | 4       |
| 2       | Kuba              | 2 | 0 | 3  | 5       |
| 3       | Brazylia          | 1 | 2 | 1  | 4       |
| 4       | Kanada            | 1 | 1 | 1  | 3       |
| =       | Dominikana        | 1 | 1 | 1  | 3       |
| 6       | Stany Zjednoczone | 0 | 2 | 0  | 2       |
| 7       | Gwatemala         | 0 | 1 | 1  | 2       |
| 8       | Peru              | 0 | 1 | 0  | 1       |
| 9       | Wenezuela         | 0 | 0 | 3  | 3       |
| 10      | Argentyna         | 0 | 0 | 2  | 2       |
| =       | Portoryko         | 0 | 0 | 2  | 2       |
| 12      | Trynidad i Tobago | 0 | 0 | 1  | 1       |
| Łącznie | Łącznie           | 8 | 8 | 16 | 32      |